# Cambridge Analytica
Cambridge Analytica (CA) — британская частная компания, которая использовала технологии глубинного анализа данных (в частности, данных социальных сетей) для разработки стратегической коммуникации в ходе избирательных кампаний в Интернете. Она возникла в 2013 году как «дочка» британской компании SCL Group для участия в политических кампаниях США. Компания частично принадлежала предпринимателю Роберту Мерсеру.
CA занималась сбором данных о пользователях Интернета и соцсетей, составлении их психологических портретов и разработке персонализированной рекламы. Алгоритмы, лежащие в основе технологий, которые использовались CA во многом разработаны Михалом Косински, психологом из Кембриджского университета и Стэнфордской высшей школы бизнеса.
В 2014 году специалисты Cambridge Analytica принимали участие в 44 избирательных кампаниях в США.
В 2015 году CA участвовала в президентской избирательной кампании Теда Круза. В 2016 году после выхода Круза из президентской кампании, CA участвовала в президентской кампании Трампа.
Специалисты CA предположительно оказали влияние на итоги голосования по выходу Великобритании из Европейского союза и на выборы президента Кении Ухуру Кениата. В России к услугам компании обращался «Сбербанк» для улучшения скоринга.

## Предпосылки
В 2008 году Михал Косинский, студент Кембриджского университета, с однокурсниками придумал приложение MyPersonality для Facebook. В приложении каждому пользователю предлагалось пройти онлайн-тест. По его завершении, пользователь получал свой «психологический портрет», а создатели — личные данные опрошенных людей. В конечном итоге создатели приложения получали всю информацию о тысячах, и миллионах людей. Михаил Коcинский начинает изучать действия испытуемых в Facebook: «лайки» и «репосты», а также их пол, национальность, возраст и место жительства.
В 2012 году ученый усовершенствовал свою модель и доказал, чтобы определить цвет кожи испытуемого, необходимы 68 «лайков» в Facebook. Вскоре разработанная им модель помогла лучше узнавать личность испытуемого с помощью 10 изученных «лайков», это позволило создавать «психологический портрет», который давал возможность раскрывать все черты характера изучаемого человека. Когда Михал Косинский опубликовал статью о своей модели, он получил два звонка: жалобу и предложение о работе. Оба поступили из компании Facebook. Методы анализа данных СА в значительной степени основываются на научной работе Михала Косинского.
Генеральным директором компании был Александр Никс.

## Методы
Компания Cambridge Analytica была основана на «трех китах»:
- психологический поведенческий анализ, основанный на «модели океана»;
- изучение Big Data;
- таргетированная реклама.

В современной психологии стандартом является так называемый «метод океана» (по буквам OCEAN, анаграмма пяти измерений на английском языке). В 1980-е годы два психолога доказали, что каждая черта характера может быть измерена при помощи пяти измерений. Это так называемая «большая пятерка»: открытость (насколько вы готовы к новому?), добросовестность (насколько вы перфекционист?), экстраверсия (как вы относитесь к социуму?), доброжелательность (насколько вы дружелюбны и готовы к сотрудничеству?) и нейротизм (насколько легко вас вывести из себя?) На основе этих измерений можно точно понять, с каким человеком имеешь дело, каковы желания и страхи, наконец, как он себя может вести.
Однако здесь появляется существенная проблема: для этого вида исследования личности необходимо большое количество информации о человеке (испытуемом), надо провести много тестирований по типу вопрос-ответ.
Cambridge Аnalytica использует разработку Big Data, которую создал ученый психолог из английского Кембриджа — Михал Косинский. Это система анализа «следа», оставляемого пользователем в социальных сетях и Интернете.
Также компания изпользовала таргетированную рекламу. По форме и содержанию это продукт, получаемый путем синтеза двух первых методов., то есть, узнав о пользователи все, изучив его предпочтения, ознакомившись с его данными, ему отправляется адресное послание с той информацией, на которую он отреагирует нужным образом.

## Выход Великобритании из Евросоюза
На Европейской арене Cambridge Analytica так же успела одержать крупную победу — считается, что именно СА помогла убедить население Великобритании проголосовать на референдуме за выход из Евросоюза.

## Президентские выборы 2016 в США
За три года Cambridge Аnalytica проработала в США на 44 выборах различного уровня значимости. Однако, их имя стало известно лишь в 2016 году в связи с предвыборной кампанией Теда Круза, кандидата в президенты США от Республиканской партии. Благодаря Cambridge Аnalytica и их технологии продвижения он какое-то время мог конкурировать на равных с прочими кандидатами. После того, как Тед Круз выбыл из выборной гонки от Республиканской партии в президенты в мае 2016, Роберт Мерсер (спонсор компании CA), стал поддерживать Дональда Трампа., вложив 15 миллионов долларов.

## Вмешательство в выборы по всему миру
В марте 2018 года британский телеканал Channel 4 выпустил фильм-расследование, в котором были приведены доказательства того, что компания причастна к вмешательству в ход более 200 выборов по всему миру. Журналист телеканала выдал себя за клиента, якобы стремящегося добиться оказания влияния на итоги выборов на Шри-Ланке, и провёл в период с ноября 2017 года по январь 2018 года в отелях Лондона ряд встреч с сотрудниками Cambridge Analytica. Во время одной из бесед глава фирмы Александр Никс признался, что его организация вмешивалась в проведение более чем 200 выборов в различных уголках мира, включая такие страны, как Аргентина, Кения, Нигерия и Чехия: «Мы предлагали кандидату большую сумму на финансирование его предвыборной кампании в обмен на землю, например, записывали это на видео, а затем размывали лицо нашего человека и выкладывали запись в интернет». Кроме того Никс рассказал, что с целью получения компрометирующего материала Cambridge Analytica направляла проституток в дома кандидатов. Наряду с Никсом с журналистом Channel 4 встречались управляющий директор Марк Тернбулл и эксперт по данным Алекс Тайлер. Тернбулл сообщил, что сотрудники компании занимались размещением в социальных сетях и на отдельных сайтах компромата о кандидатах. По желанию клиента для конспирации компания Cambridge Analytica могла проводить свои операции от лица якобы «туристов» или «студентов, которые выполняют учебные работы в университете». В свою очередь представитель компании подтвердил факты встреч сотрудников компании, но при этом заявил, что сказанное ими было неверно понято. А в тексте, опубликованном на сайте компании, было заявлено следующее: «Оценка законности и репутационных рисков имеет для нас важнейшее значение, мы регулярно проводим встречи с перспективными клиентами, чтобы определить неэтичные и незаконные намерения. Два руководящих сотрудника Cambridge Analytica пошутили над этими вопросами и активно пытались заставить клиента раскрыть свои намерения. Они ушли со встречи с серьезными опасениями и больше никогда с ним не встречались». А Никс заявил о своём глубоком сожалении в том, что согласился принять участие в этих встречах, а также утверждает, что Cambridge Analytica как не сообщает недостоверные сведения, так и не прибегает к взяткам и никому не отправляет проституток..
Ранее в СМИ указывалось, что Cambridge Analytica с помощью разработки алгоритма анализа политических предпочтений избирателей, смогла собрать личные данные пользователей социальной сети Facebook, охватив в общей сложности более чем 50 млн человек. По словам бывших сотрудников фирмы, этот алгоритм оказал бы влияние на политические предпочтения пользователей посредством рассылки им политической рекламы. Согласно заявлению представители Facebook, в 2015 году профессор психологии Кембриджского университета Александр Коган создал на платформе этой социальной сети приложение, пользуясь которым отправил Cambridge Analytica большой объём личных данных пользователей. В свою очередь Facebook выступила с требованием к компании и сотрудничающего с ней Когану удалить данные. Однако после того как Facebook было выяснено, что не все данные были удалены, она наложила на приложение блокировку на аккаунт Cambridge Analytica